# کمبرلند، انتاریو

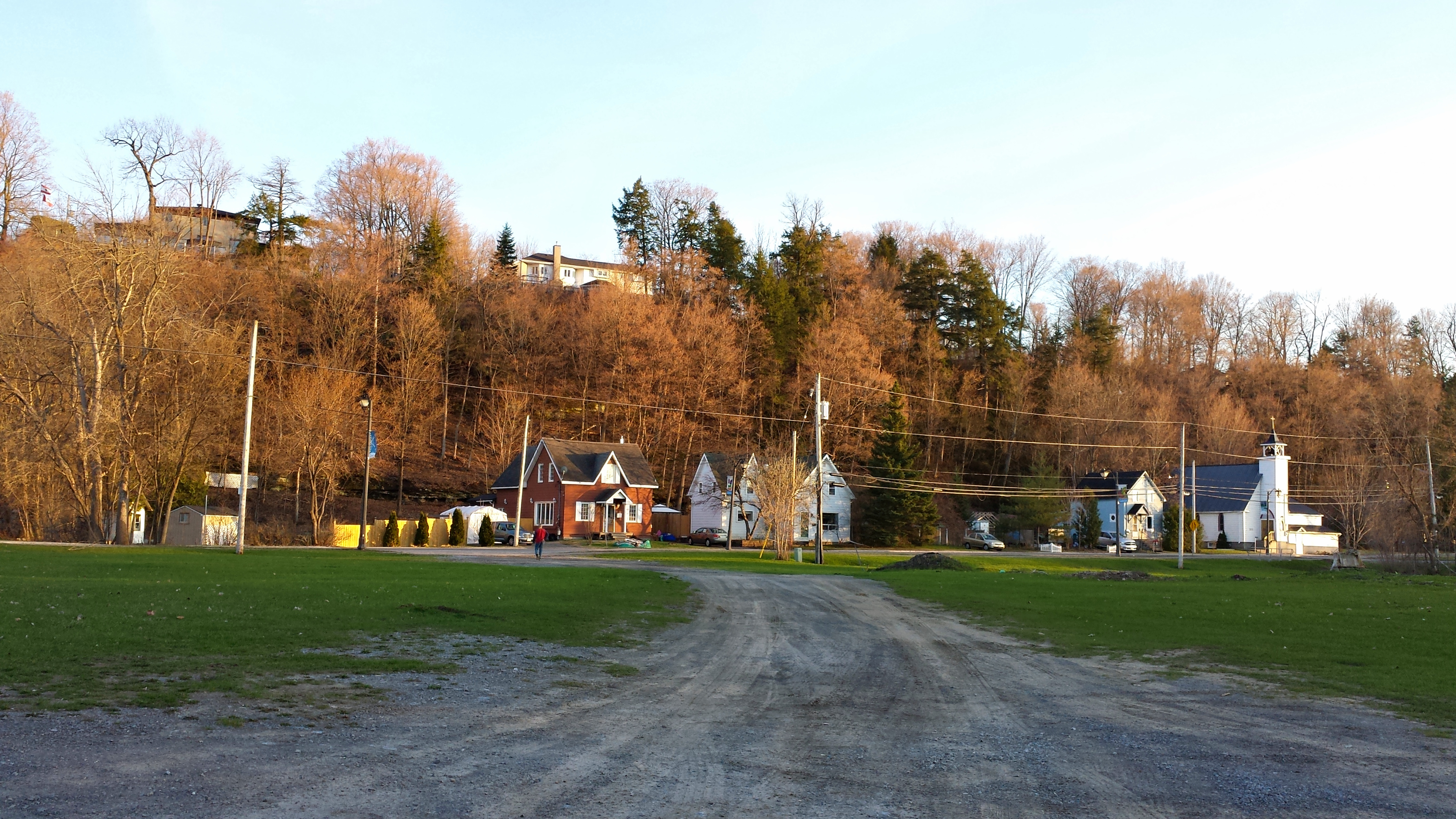
شهری بسیار زیبا جذاب و دیدنی می باشد

کمبرلند (به انگلیسی: Cumberland) شهری در شرق استان انتاریو در کشور کانادا که در میان سالهای ۱۹۹۹-۱۸۰۰ شهرستانی در کانادا بود .پس از دویست سال که از ثبت آن گذشت با افزایش بسیار جمعیت در ۱۹۹۹ تبدیل به شهر شد و شهرداری بسیار زیبایی در بولوار سنت جوزف اورلئان بنا نمود. اما عمر آن به صورت شهر دیر پا نبود و در سال ۲۰۰۱ در اتاوا ادغام شد.

## تاریخ
شهرستان township تاریخی کمبرلند در سال ۱۸۰۰ به آوند بخشی از شهر راسل Russell County به ثبت رسیدو شامل حومه‌های فرانسوی زبان اورلئان Orléans و نوتر دام د شام Notre-Dame-des-Champs و دهکده‌های کمبرلند، سارسفیلد Sarsfield، وارس Vars، کارلز باد اسپرینگز Carlsbad Springs و ناوان Navan بود. نام این شهر از نام دوک کمبرلند، ارنست اگوستوس یکم هانوور گرفته شده بود. در ۱۹۶۹ از شهر راسل جدا و بخشی از بزرگ شهرمنطقه‌ای اتاوا-کارلتون Regional Municipality of Ottawa-Carleton گردید که تازه ترکیب شده بود. پس از دویست سال که از ثبت آن گذشت با افزایش بسیار جمعیت در ۱۹۹۹ تبدیل به شهر شد.